# Aedes melanimon
Aedes melanimon é um espécie de mosquito do Género Aedes, pertencente à família Culicidae.